# 長い地名の一覧

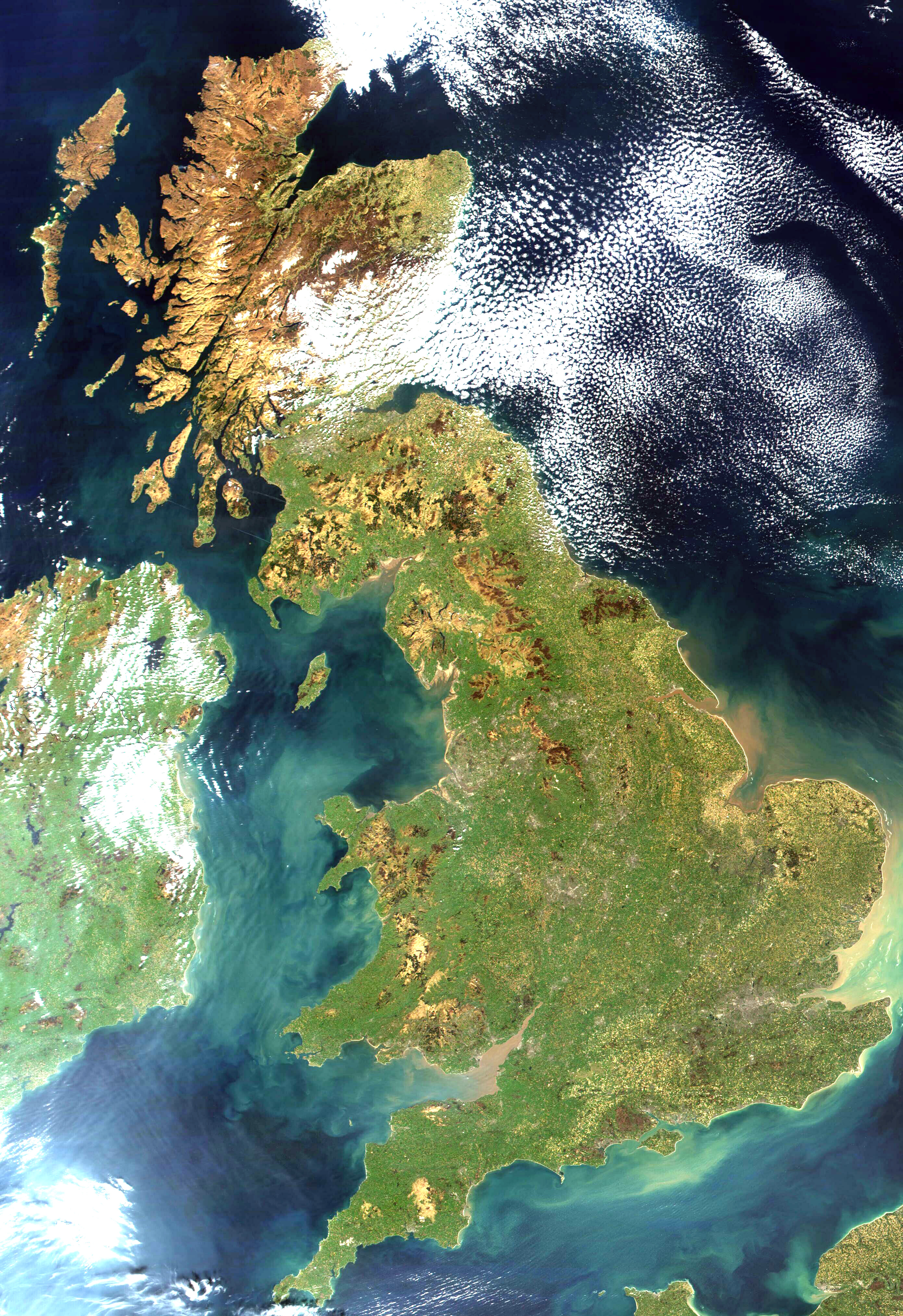
グレートブリテン及び北（部）アイルランド連合王国

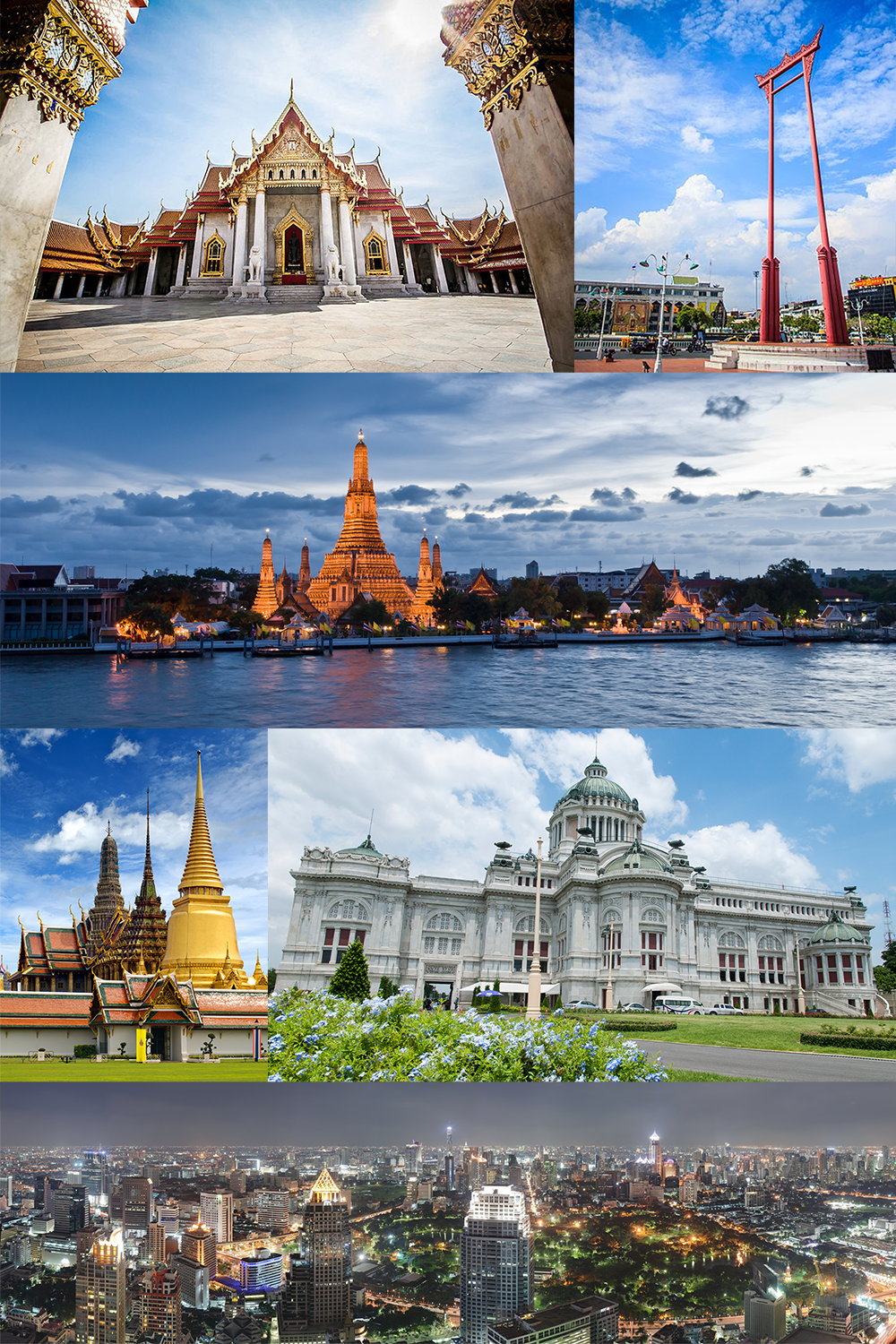
クルンテープ・プラマハーナコーン・アモーンラッタナコーシン・マヒンタラーユッタヤー・ マハーディロックホップ・ノッパラット・ラーチャタニーブリローム・ラドムウーチャンウェートマハーサターン・ アモーンピマーン・アワターンサティット・サッカタッティヤウィサヌカムプラシット

長い地名の一覧（ながいちめいのいちらん）では、特に有名な少なくとも10文字以上の長い地名について説明する。

## 概要

### 国名
- グレートブリテン及び北アイルランド連合王国
- セントビンセント及びグレナディーン諸島
- セントクリストファー・ネイビス
- サントメ・プリンシペ民主共和国
- スリランカ民主社会主義共和国
- 朝鮮民主主義人民共和国

### 地名

#### アジア
- タイの首都バンコクの正式名称　クルンテープ・プラマハーナコーン・アモーンラッタナコーシン・マヒンタラーユッタヤー・ マハーディロックホップ・ノッパラット・ラーチャタニーブリローム・ラドムウーチャンウェートマハーサターン・ アモーンピマーン・アワターンサティット・サッカタッティヤウィサヌカムプラシット
- スリランカの首都　スリ・ジャヤワルダナプラ・コッテ
- インドの地名　ベンカタナラシマラジュバリペット
- インドの駅　Venkatanarasimharajuvaripeta railway station（英語版）

#### オセアニア
- ニュージーランドの丘の名前　タウマタファカタンギハンガコアウアウオタマテアポカイフェヌアキタナタフ
- オーストラリアの地名　ママングカッカムプランカントジャンヤ（英語版）

#### ヨーロッパ
- ウェールズ、アングルシー島にある大きな村、自治共同体　スランヴァイルプールグウィンギルゴゲリッヒルンドロブールスランティシリオゴゴゴッホ
- ロシアの地名　ペトロパブロフスク・カムチャツキー
- ロシアの地名　コムソモリスク・ナ・アムーレ
- スペインの地名　アズピリクエタガライコサロヤレンベレコレア
- フィンランドの地名　アテリツィプテリツィプオリラウタツィヤンカ

#### アメリカ大陸
- アメリカで最も長い地名（非公式）チャーゴグガゴグマンチャウグガゴグチャウバナガンガマウグ
- カナダの湖　ペックワックナメイコスクワスクウェイピンウェイック湖（英語版）

#### アフリカ
- 南アフリカ共和国の地名　トゥウィーバッフェルスメテーンスクートモルスドードヘスケットフォンテイン
- 南アフリカ共和国の地名　ヴォヴェナンヴェンキラフスナイスリーティ（Bovenendvankeelafsnysleegte）

#### 国内
- 歴史上国内で見つかっている中で最も長い地名　長野県岡谷市川岸字内山芦ノ沢笹見平木伐通芓久保馬ふ入岩良久保大久保細久保[1][2]
- 次に長い地名　新潟県南魚沼市吉里字一ノ坂猫岩廿日石ガキ山大樽上岩中岩下岩六月雪大沢
- 次に長い地名　愛知県海部郡飛島村大字飛島新田字竹之郷ヨタレ南ノ割
- （大字のみ）　静岡県静岡市大字上土新田下足洗新田川合新田請新田[3]

- 京都では、日本一長い住所表記と言われている場所がいくつか存在する。
  - 京都府京都市東山区三条通南裏二筋目白川筋西入二丁目南側南木之元町
  - 京都府京都市東山区三条通南裏二筋目白川筋西入二丁目北側北木之元町
  - 京都府京都市上京区今出川通烏丸東入上る二筋目東入下る相国寺門前町
  - 京都府京都市上京区寺町通今出川上る一丁目西入三筋目上る上塔之段町

### 架空の地名
- 時雨沢恵一のライトノベル『キノの旅』に登場する国の名前「アジン・ダー及びイエル・ダー及びパツエ・ダー及びアゲエ・ダー及びゼクス・ダー及びゼゼー・ダー及びイクエ・ダー及びケーン・ダー及びセブレ・ダー及びナミー・ダー及びニミジ・ダー及びノノエ・ダー及びハキム・ダー及びハット・ダー及びハレハ・ダー及びヒミレ・ダー及びミジン・ダー及びミミル・ダー及びヤギエ・ダー及びヨゼス・ダー及びロロン・ダー及びロエレ・ダー及びプリテ・ムー及びプレエ・ムー及びパワテ・ムー及びイエム・ムー及びセブー・ムー及びダダン・ムー及びダエヌ・ムー及びナミレ・ムー及びヌエー・ムー及びノザム・ムー及びハート・ムー及びハーマ・ムー及びミヲン・ムー及びムビエ・ムー及びヤファ・ムー及びヨゼイ・ムー及びラエヌ・ムー及びララン・ムー及びリリン・ムー及びリーリ・ムー及びレンド・ムー及びロユイ・ムー及びワーツ・ムー及びワジッ・ムー及びトセヌ・ゼー及びウトエ・ゼー及びケミレ・ゼー及びサポワ・ゼー及びスレン・ゼー及びスーレ・ゼー及びソレブ・ゼー及びニアエ・ゼー及びニニジ・ゼー及びノレン・ゼー及びノグレ・ゼー及びバアレ・ゼー及びヘジミ・ゼー及びホトエ・ゼー及びホーマ・ゼー及びミエヌ・ゼー及びミーヤ・ゼー及びムフィ・ゼー及びモジエ・ゼー及びリンダ・ゼー及びリイエ・ゼー及びベノル・ドー及びカーツ・ドー及びカチヲ・ドー及びクムニ・ドー及びサポエ・ドー及びスブレ・ドー及びタケウ・ドー及びタアタ・ドー及びトーメ・ドー及びトーマ・ドー及びナック・ドー及びネファ・ドー及びノザン・ドー及びノミル・ドー及びホブジ・ドー及びミーナ・ドー及びモブレ・ドー及びヨウエ・ドー及びリンク・ドー及びリスト・ドー及びルール・ドー及びルアイ・ドー及びレメア・ドー及びロジエ・ドー及びワコー・ドー及びワッキ・ドー及びミミニ・ルー及びトテツ・ルー及びカレイ・ルー及びウミム・ルー及びエレニ・ルー及びサベレ・ルー及びスゼエ・ルー及びソープ・ルー及びダンテ・ルー及びトール・ルー及びナージ・ルー及びネムミ・ルー及びバジル・ルー及びヒジビ・ルー及びボウノ・ルー及びマミエ・ルー及びマビオ・ルー及びマガレ・ルー及びメガノ・ルー及びモイズ・ルー及びヨード・ルー及びリリス・ルー及びウード・グー及びオット・グー及びソヌレ・グー及びソアエ・グー及びタアー・グー及びネアカ・グー及びヒビニ・グー及びホムエ・グー及びマクス・グー及びマート・グー及びミーミ・グー及びムエィ・グー及びメイメ・グー及びルフィ・グー及びレート・グー及びカチン・スー及びエミヅ・スー及びオミズ・スー及びコミセ・スー及びコード・スー及びスレト・スー及びタレブ・スー及びチジエ・スー及びナザエ・スー及びネオイ・スー及びフエウ・スー及びボーマ・スー及びデロン・スー及びムーチ・スー及びメミル・スー及びモデル・スー及びヨメイ・スー及びラアラ・スー及びレレト・スー及びワオジ・スー及びキマー・ユー及びエミゼ・ユー及びオロテ・ユー及びオゼレ・ユー及びサメツ・ユー及びスーブ・ユー及びソイエ・ユー及びチムイ・ユー及びトレヌ・ユー及びナゼム・ユー及びナレレ・ユー及びハジン・ユー及びフーフ・ユー及びホエイ・ユー及びマジン・ユー及びムアウ・ユー及びサヤン・ユー及びモッド・ユー及びレアン・ユー及びバイミ・アー及びミレイ・アー及びオレガ・アー及びキヲン・アー及びキーズ・アー及びキタゼ・アー及びクレエ・アー及びサーユ・アー及びシオグ・アー及びセフミ・アー及びソシム・アー及びタクイ・アー及びダーミ・アー及びチタミ・アー及びテラー・アー及びナアレ・アー及びヌアエ・アー及びノウエ・アー及びフーミ・アー及びヘギー・アー及びヘット・アー及びホタイ・アー及びマプォ・アー及びムキュ・アー及びメズル・アー及びマズル・アー及びモキオ・アー及びモーク・アー及びユイキ・アー及びヨジゥ・アー及びラオイ・アー及びリミエ・アー及びリォキ・アー及びルーゼ・アー及びルジエ・アー及びレーラ・アー及びレラン・アー及びワット・アー及びワキム・アー及びアゲゼ・オー及びイォキ・オー及びシアミ・オー及びセムレ・オー及びタユネ・オー及びセオウ・オー及びソブヲ・オー及びソレレ・オー及びチエイ・オー及びドレン・オー及びニーレ・オー及びヌォキ・オー及びネブー・オー及びバジー・オー及びネスト・オー及びハメル・オー及びフビレ・オー及びヘアア・オー及びヘレン・オー及びミナミ・オー及びムジナ・オー及びモウエ・オー及びヨジャ・オー及びリュク・オー及びルブエ・オー及びロート・オー及びルクス・オー及びオルガ・オー及びワレン・オー及びワタス・オー及びウミズ・オー及びブフミ・ツー及びサエオ・ツー及びイエジ・ツー及びウズエ・ツー及びソユイ・ツー及びツイエ・ツー及びドドウ・ツー及びニコジ・ツー及びヒート・ツー及びヤエジ・ツー及びミライ・ツー及びリマー・ツー及びミナイ・ツー及びワアム・ツー及びダガツ・ベー及びグレイ・ベー及びクーヌ・ベー及びイジオ・ベー及びセルル・ベー及びタブレ・ベー及びツーツ・ベー及びヌート・ベー及びヌゼー・ベー及びハアー・ベー及びヘアエ・ベー及びマゼエ・ベー及びマット・ベー及びラユオ・ベー及びリガン・ベー及びロジア・ベー及びワーズ・ベー及びサゲル・フー及びコバゼ・フー及びサメレ・フー及びセアウ・フー及びタミウ・フー及びツミズ・フー及びドーミ・フー及びバミミ・フー及びバード・フー及びフォフ・フー及びフレン・フー及びミブレ・フー及びラエオ・フー及びロジュ・フー及びロスト・フー及びワージ・フー及びビミト・ケー及びビット・ケー及びセーブ・ケー及びダレア・ケー及びシブニ・ケー及びネブレ・ケー及びバード・ケー及びババエ・ケー及びハージ・ケー及びホボオ・ケー及びボジン・ケー及びマエロ・ケー及びマキナ・ケー及びミギア・ケー及びワファ・ケー及びメイズ・ケー及びメット・ケー及びメイミ・ケー及びユメレ・ケー及びトッド・ケー及びラジフ・ケー及びランゾ・ケー及びルアン・ケー及びルッソ・ケー及びワーフ・ケー及びメグエ・カー及びケゼミ・カー及びダンレ・カー及びツジミ・カー及びネミビ・カー及びネトラ・カー及びバジム・カー及びフォゾ・カー及びホーム・カー及びホブジ・カー及びムガエ・カー及びユメア・カー及びラーム・カー及びレアム・カー及びワムジ・カー及びワゾワ・カー及びハミレ・カー及びノーノ・カー及びシャチ・カー及びカレヌ・エー及びコレツ・エー及びセレン・エー及びソレン・エー及びヅアー・エー及びナナエ・エー及びヌゼト・エー及びホジー・エー及びホゴニ・エー及びチャチ・エー及びメミー・エー及びモギー・エー及びユジン・エー及びラッド・エー及びリーヌ・エー及びロラン・エー及びアマル・ター及びカシス・ター及びキアノ・ター及びコーレ・ター及びコレン・ター及びイジム・ター及びサゼテ・ター及びタタミ・ター及びチジル・ター及びテーテ・ター及びニブレ・ター及びネガミ・ター及びネイト・ター及びハーゾ・ター及びボビー・ター及びマーマ・ター及びミエー・ター及びヤイズ・ター及びロファ・ター及びワセル・ター及びワード・ター及びワキオ・ター及びウエブ・キー及びイイニ・キー及びカッツ・キー及びバネメ・キー及びバトロ・キー及びエーロ・キー及びコンレ・キー及びコーン・キー及びシート・キー及びソッゾ・キー及びタレツ・キー及びチズル・キー及びバアン・キー及びテトン・キー及びトムー・キー及びハミム・キー及びマーゼ・キー及びマリン・キー及びマフス・キー及びミジカ・キー及びフォー・キー及びフィン・キー及びホトウ・キー及びマガエ・キー及びラジン・キー及びランジ・キー及びラゲル・キー及びリーム・キー及びリクエ・キー及びルデン・キー及びロアト・キー及びワアク・キー及びワレブ・キー及びロトン・キー及びミグミ・ジー及びメメト・ジー及びメレン・ジー及びイプム・ジー及びオトム・ジー及びカレン・ジー及びコリン・ジー及びサンレ・ジー及びサンド・ジー及びシエエ・ジー及びジエラ・ジー及びスーラ・ジー及びスコウ・ジー及びソニエ・ジー及びテミブ・ジー及びトマス・ジー及びヌキオ・ジー及びノート・ジー及びハジレ・ジー及びフォテ・ジー及びホブユ・ジー及びムジュ・ジー及びムガー・ジー及びマジナ・ジー及びモファ・ジー及びモーフ・ジー及びヤーナ・ジー及びヤコジ・ジー及びユーノ・ジー及び及びユエバ・ジー及びユユエ・ジー及びヨエヌ・ジー及びヨヒム・ジー及びラグミ・ジー及び及びリミヅ・ジー及びルパル・ジー及びワンレ・ジー及びアンゾ・ヤー及びカムエ・ヤー及びコーツ・ヤー及びスパツ・ヤー及びヂオン・ヤー及びデレヌ・ヤー及びガレン・ヤー及びクゲゼ・ヤー及びコディ・ヤー及びウメア・ヤー及びサガン・ヤー及びシブア・ヤー及びタータ・ヤー及びトーレ・ヤー及びニニレ・ヤー及びネコー・ヤー及びノムエ・ヤー及びハジト・ヤー及びフォジ・ヤー及びマエイ・ヤー及びムイジ・ヤー及びムガン・ヤー及びムジン・ヤー及びメジナ・ヤー及びメール・ヤー及びモード・ヤー及びヨジン・ヤー及びヨット・ヤー及びラフィ・ヤー及びルルエ・ヤー及びルバル・ヤー及びロヲン・ヤー及びワコフ・ヤーの国」。通称「アジン（略）の国」。

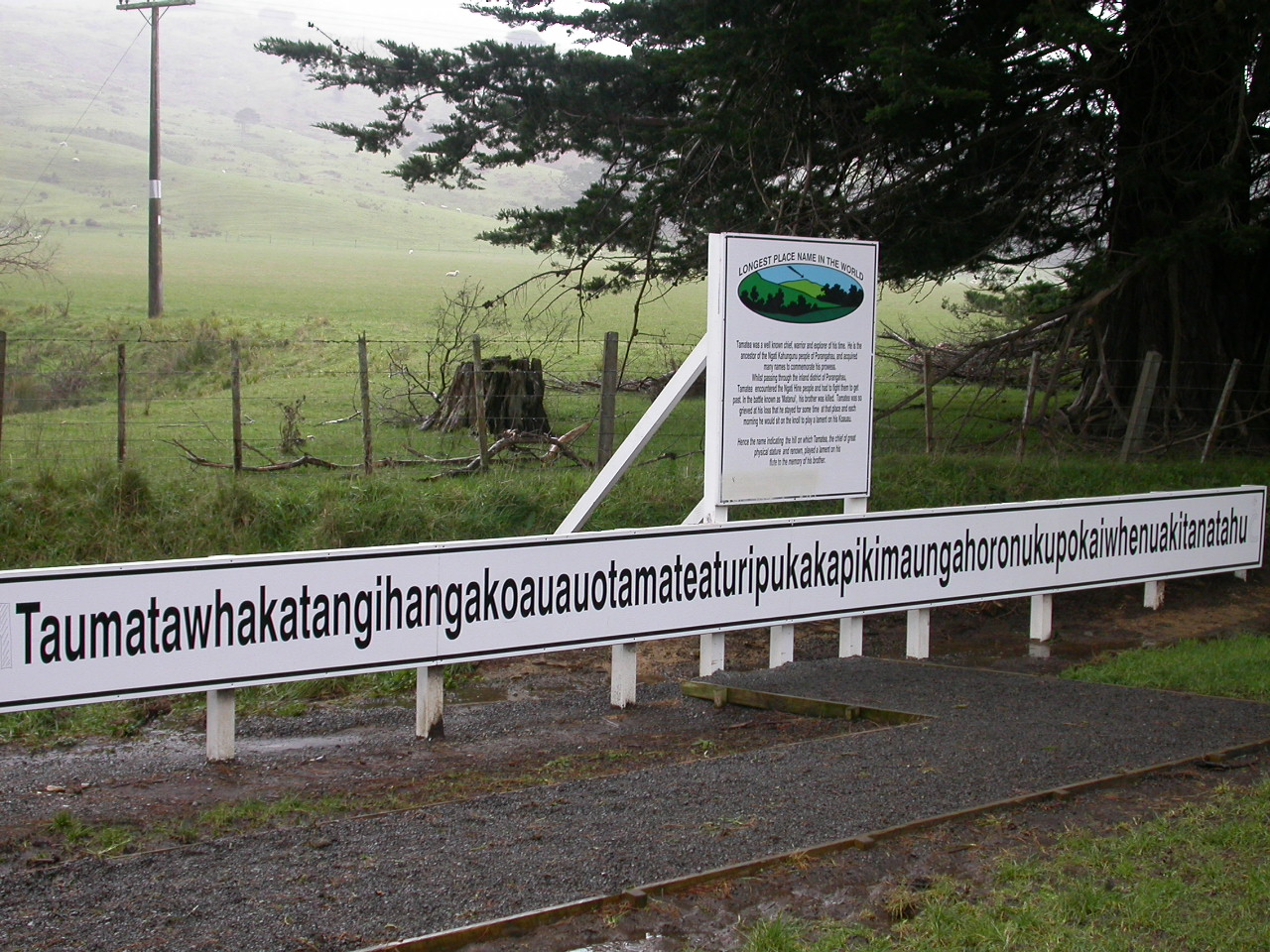
タウマタファカタンギハンガコアウアウオタマテアポカイフェヌアキタナタフ

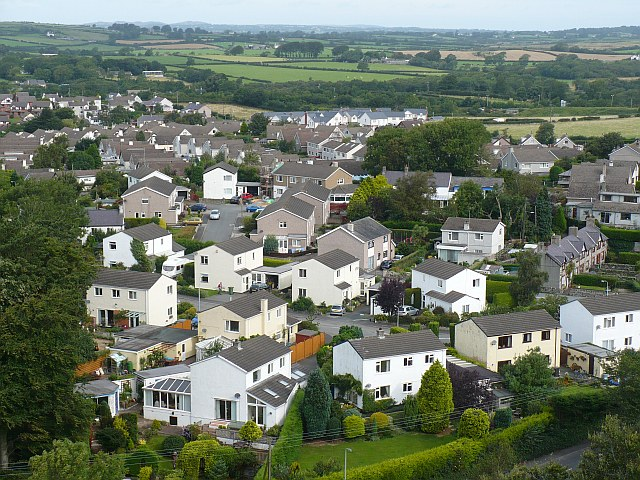
スランヴァイルプールグウィンギルゴゲリッヒルンドロブールスランティシリオゴゴゴッホ